# چشم‌لوله‌ای
چشم‌لوله‌ای (نام علمی: Stylephorus chordatus) نام یک گونه از راسته دهان‌گردماهی‌سانان است.